# Tittmoning
Tittmoning település Németországban, azon belül Bajorországban. Lakosainak száma 5970 fő (2023. december 31.). Tittmoning Halsbach, Burgkirchen an der Alz, Sankt Radegund, Ostermiething, Fridolfing, Taching am See és Palling községekkel határos.

## Népesség
A település népessége az elmúlt években az alábbi módon változott:
| Lakosok száma | 1471 | 2408 | 2603 | 4947 | 5792 | 5800 | 5818 | 5823 | 5821 | 5970 |
|               | 1875 | 1950 | 1975 | 1987 | 2012 | 2014 | 2016 | 2017 | 2021 | 2023 |

## Fekvése
Salzachtól északnyugatra fekvő település.

## Története
A Salzach mellett fekvő település egykor a sószállítás fontos állomása volt. E állomáshelyért évszázadokon át hadakozott egymással Salzburg és Bajorország.  A város azonban csak 1809-ben került bajor fennhatóság alá. A régi Salzburgi városkapun át lehet elérni a főutcát, melyben a házak nagy része megőrizte 16. századi alakját és hangulatát. Itt régi kovácsoltvas cégérek és céhjelvények egész sora látható. A falakat pedig többnyire vallási tárgyú festmények díszítik.

## Nevezetességek
- Régi Salzburgi városkapu (Salzburger Tor)
- Városháza (Rathaus)
- Városkapu (Burghausener Tor)
- Plébániatemplom ( Pfarrkirche St. Laurentius)
- Mindenszentekről elnevezett főtemploma( Allerheiligenkirche) - egykor ágoston rendi kolostortemplom volt.
- Salzburgi hercegérseki kastély - A városfalakon kívül, a Sxhlossbergen áll. A 16. században keletkezett ősét a bajor hadak rombolták le 1611-ben., később vadászkastélyként épült újjá.
- Prelátus háza

## Galéria

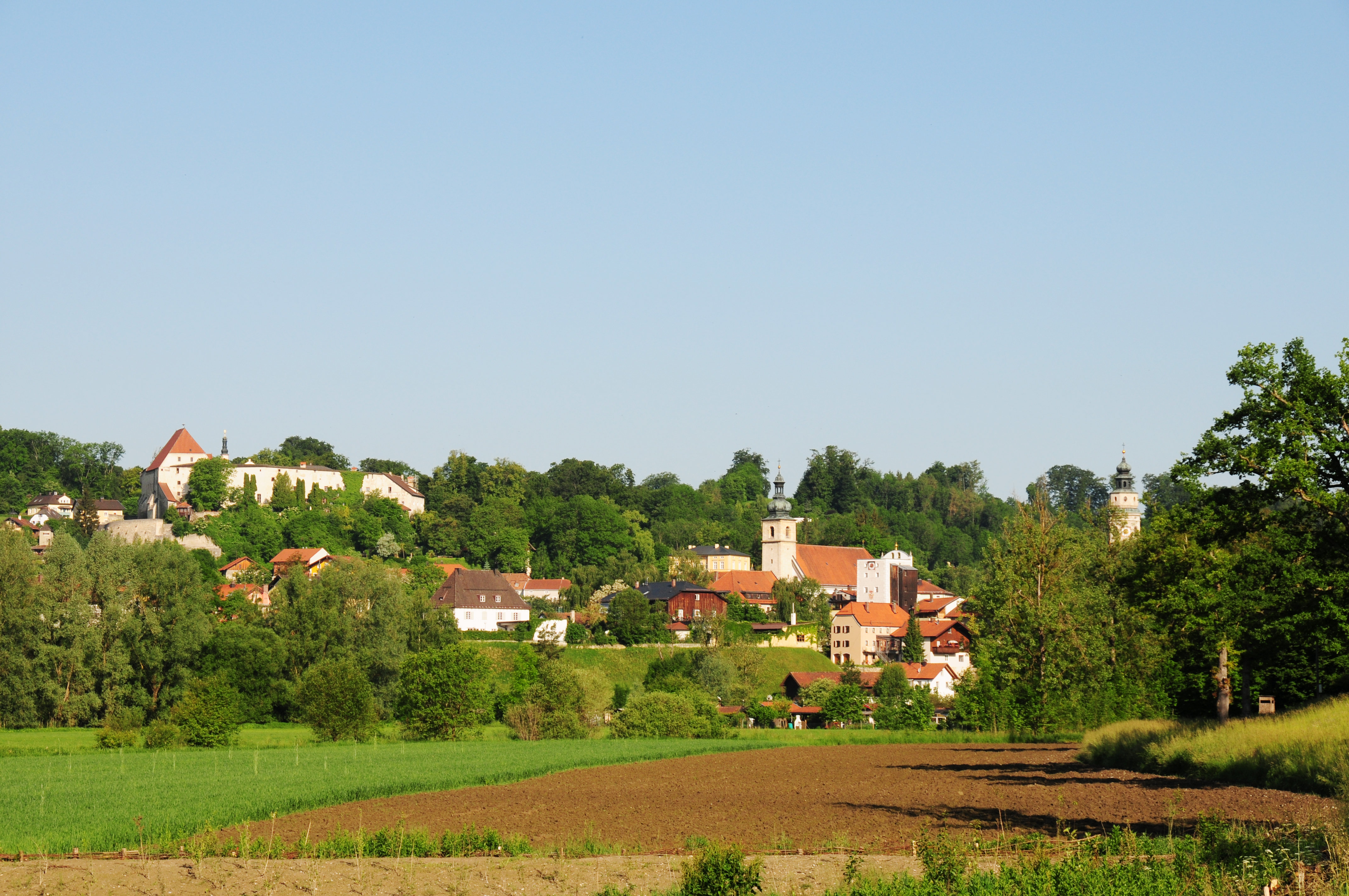
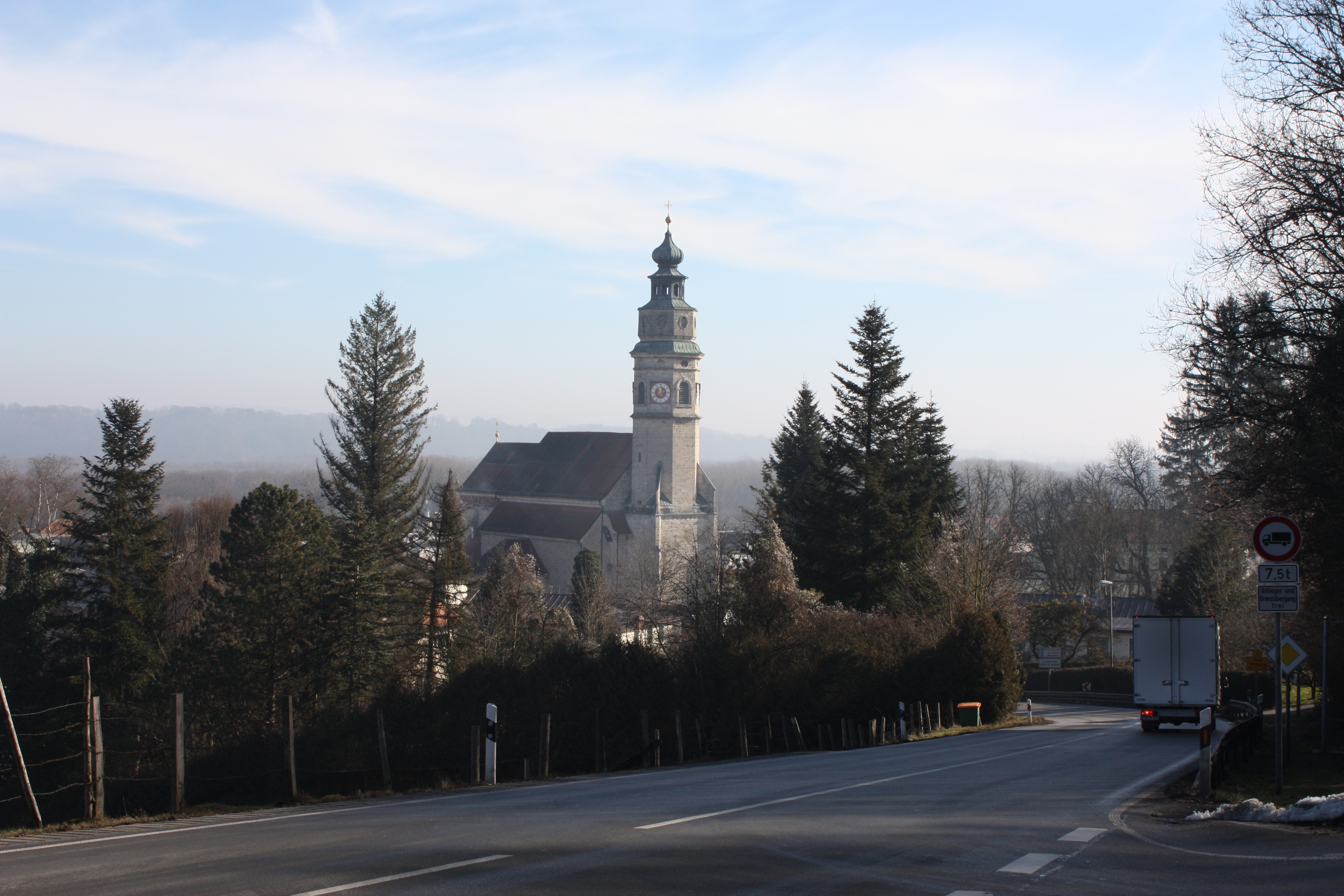
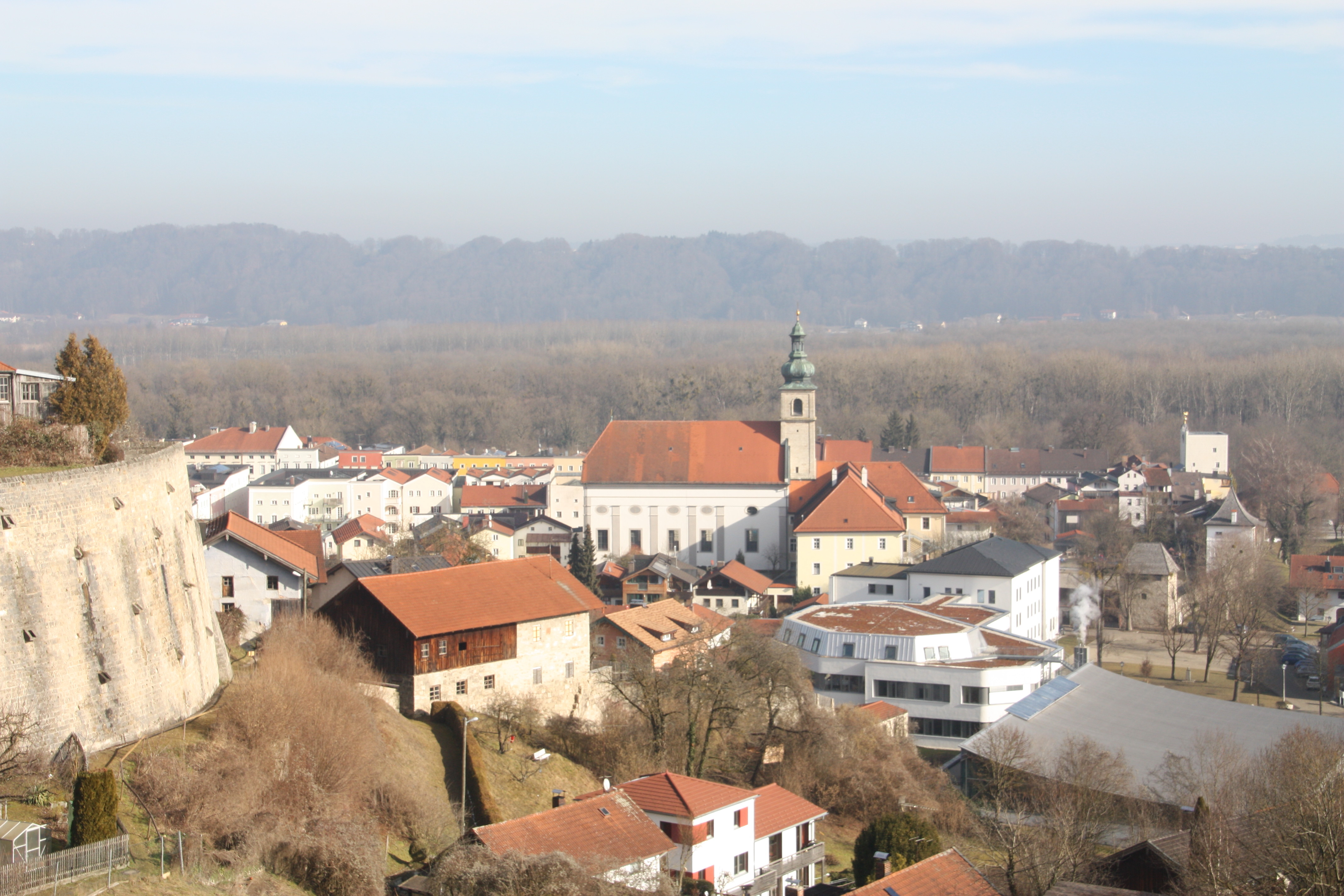
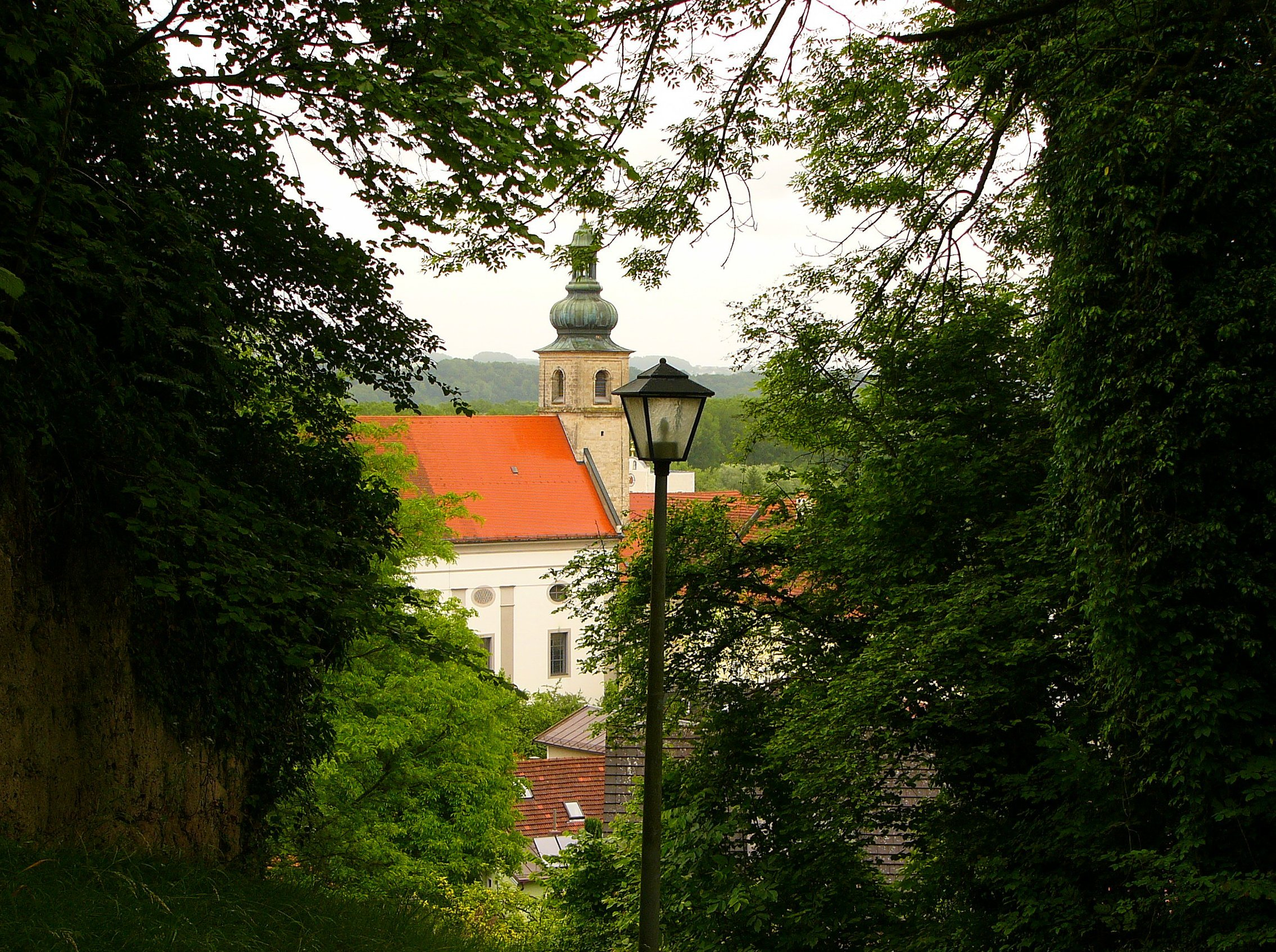
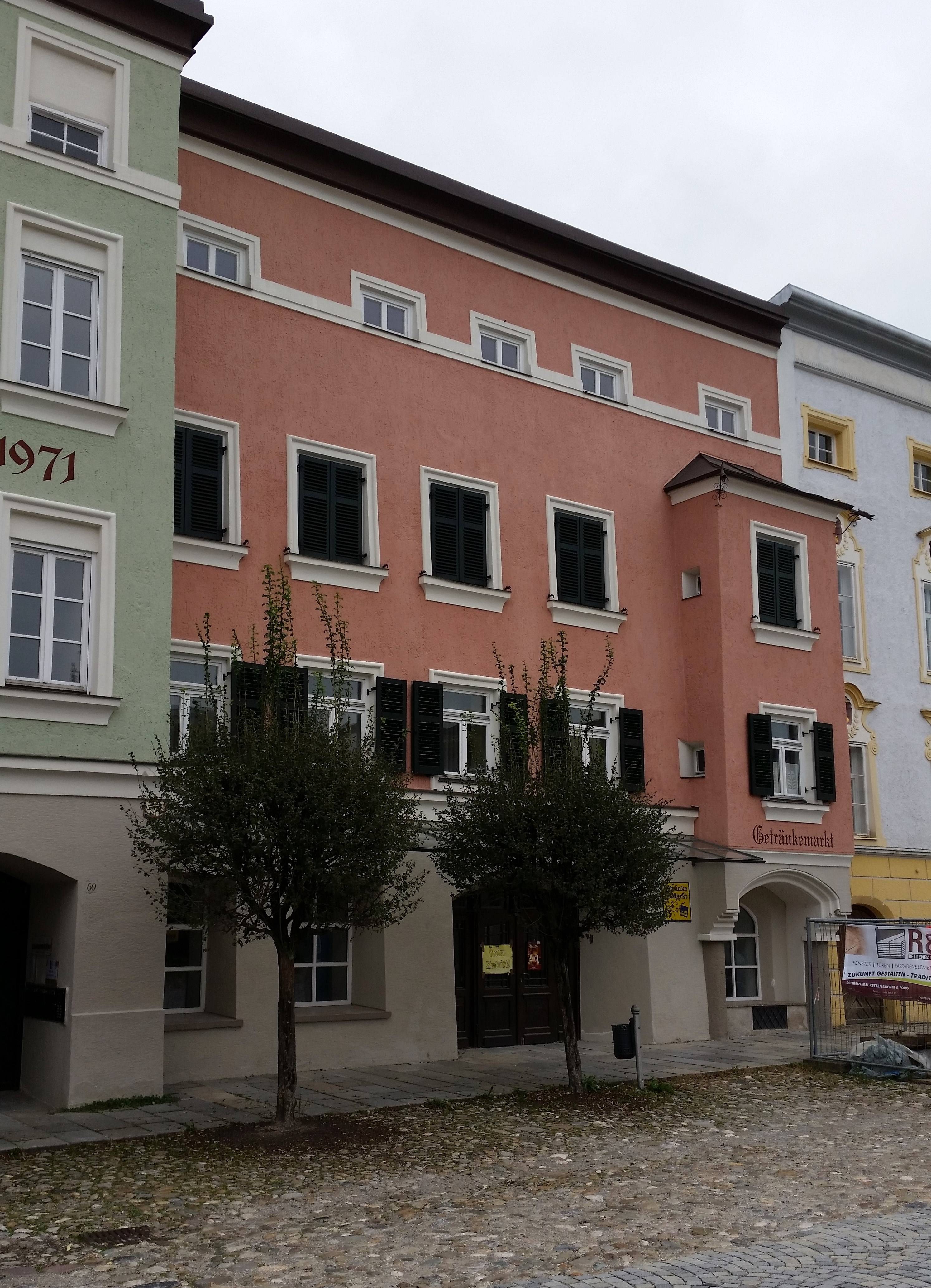
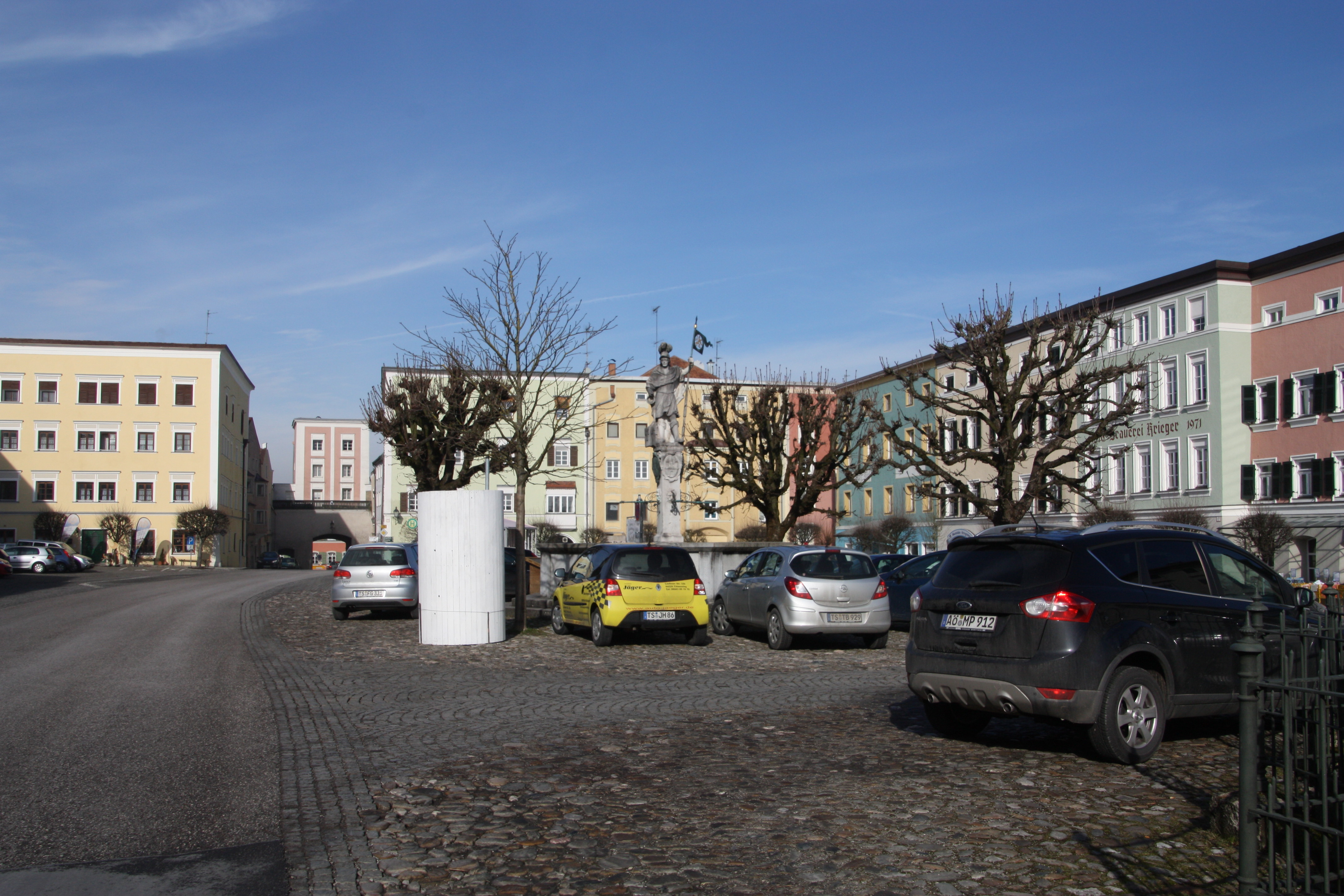
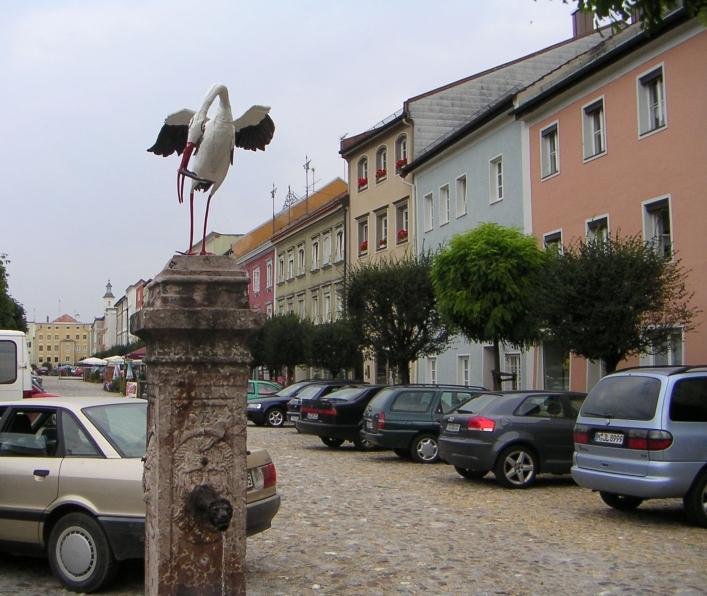
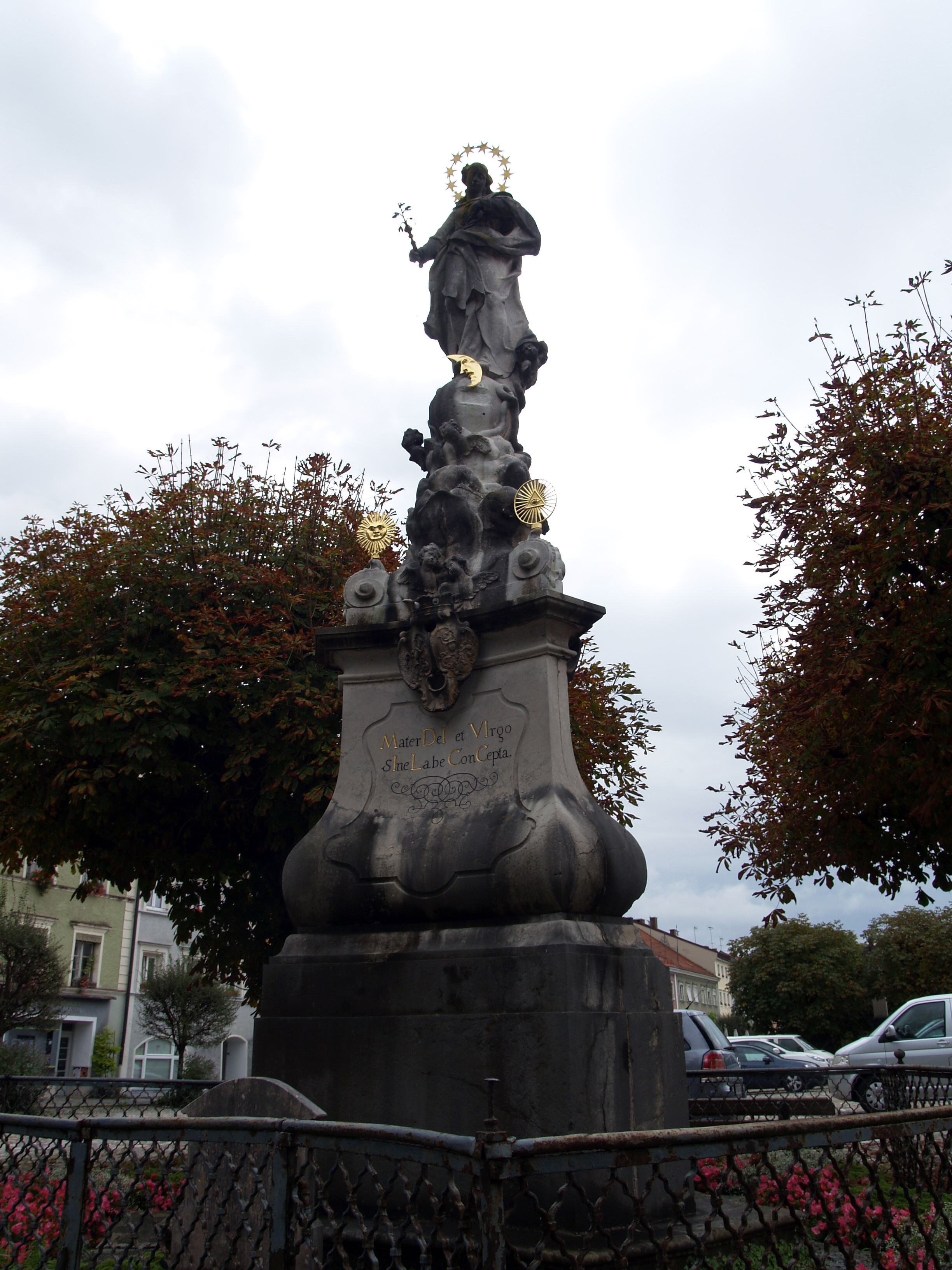